# 埃塞蛇鰻
埃塞蛇鰻，為輻鰭魚綱鰻鱺目糯鰻亞目蛇鰻科的其中一種，分布於中東太平洋的下加利福尼亞半島海域，體長可達53公分，棲息於底層海域，屬肉食性，生活習性不明。